# Xyris nilssonii
Xyris nilssonii är en gräsväxtart som beskrevs av Gustaf Oskar Andersson Malme. Xyris nilssonii ingår i släktet Xyris och familjen Xyridaceae. Inga underarter finns listade i Catalogue of Life.